# Église Saint-Martin de Wimy
L'église Saint-Martin est une église située à Wimy, en France.

## Description
Placée sur une légère éminence, comme à Origny-en-Thiérache, l'église de Wimy possède aussi, pour façade, une véritable forteresse : donjon carré surmonté d'un toit à deux égouts et flanqué en avant de deux énormes tours de cinq mètres de diamètre, le tout en brique, sauf soubassement en grès aux tours.
Le reste de l'église qui s'étend en arrière du donjon forme un parallélogramme en pierre, avec nombreuses restaurations de brique. Au flanc sud, la ligne droite est interrompue par une sacristie, en brique, accolée à l'église comme le bras d'un transept.

L'entrée principale qui consistait en une porte à linteau de brique bombé a été refaite entièrement fin du XIXe siècle, ainsi que les baies de l'église ; tout cela est ogival, mais ce sont des ogives d'hier.
En entrant, on se trouve sous un porche à voûte d'arêtes avec deux nervures diagonales carrées, et une arcade introduisant dans l'église.
Au premier étage, salle de huit mètres de côté avec deux cheminées, l'une au nord, l'autre au sud, et les restes d'un four.
Au-dessus de la tête du visiteur, trois cloches fondues en 1821 sont pendues à la charpente.
Donjon et tours n'ont qu'un étage au-dessus du rez-de-chaussée. Les tours sont voûtées en cul-de-four, et percées d'une série de meurtrières à la naissance de la voûte ; leur diamètre intérieur est de 3 mètres 50 centimètres et l'épaisseur du mur, à la base, de 1 mètre.
Au-delà du porche, l'église s'élargit comme pseudo-basilique en trois nefs divisées entre elles par deux lignes de trois arcades. Deux degrés, coupant le vaisseau dans toute sa largeur, indiquent avec les arcades qui s'élèvent au-dessus le point où les nefs se transforment en sanctuaires consacrés, celui du milieu au maître-autel, celui de droite à saint Joseph, celui de gauche à la Vierge.
Le sanctuaire principal communique avec les deux autres, à droite et à gauche, par deux arcades retombant à leur point de rencontre sur un pilier cylindrique. Tous les autres piliers sont carrés ; toutes les arcades sont en ogive.
La nef centrale est entièrement voûtée ; les deux autres ne le sont qu'au point où elles se transforment en sanctuaires. Ce sont des voûtes d'arêtes à nervures retombant sur de gracieux culs-de-lampe; mais tout cela paraît être en plâtre et ne dater que de la restauration générale de la fin du XIXe siècle.
Le portail doit être de la fin du XVIe ou du commencement du XVIIe siècle; quant au reste de l'église, toutes les arcades intérieures, les seuls éléments caractéristiques qui soient restés intacts, appartiennent à l'ère ogivale et peut-être à la période primitive, car Wimy était déjà érigé en paroisse en 1138.

### Autels
Au fond de la nef principale, maître-autel de marbre brun en forme de tombeau.

Dans le sanctuaire de droite, autel de saint Joseph en pierre blanche, style gothique moderne ; le parement de l' autel représente en relief Saint Joseph étendu et se reposant du repos éternel.

Dans le sanctuaire de gauche, autel de la Vierge en pierre blanche également, même style ; le parement figure en relief l'adoration des mages.

Pas de retable.

### Vitraux
Derrière le maître-autel, s'ouvrent trois baies portant chacune trois épisodes superposés de la vie de saint Martin, patron de la paroisse. Au-dessus, dans un oculus, saint Martin partage son manteau avec un pauvre.

Ces vitraux sont signés du peintre-verrier Olivier Durieux, Reims, 1873.

### Pierre tombale
Devant le chœur, on lit sur une lame de pierre noire : Icy git le corps du sieur Jean-Antoine Régnier, très-digne prêtre et curé de Wimy âgé de cinquante-quatre ans et décédé le vingt-huit Iuin 1758. Prié pour son âme.

## Localisation
L'église est située sur la commune de Wimy, dans le département de l'Aisne.

## Historique
Le monument est inscrit au titre des monuments historiques en 1989.

## Galerie: extérieur de l'église

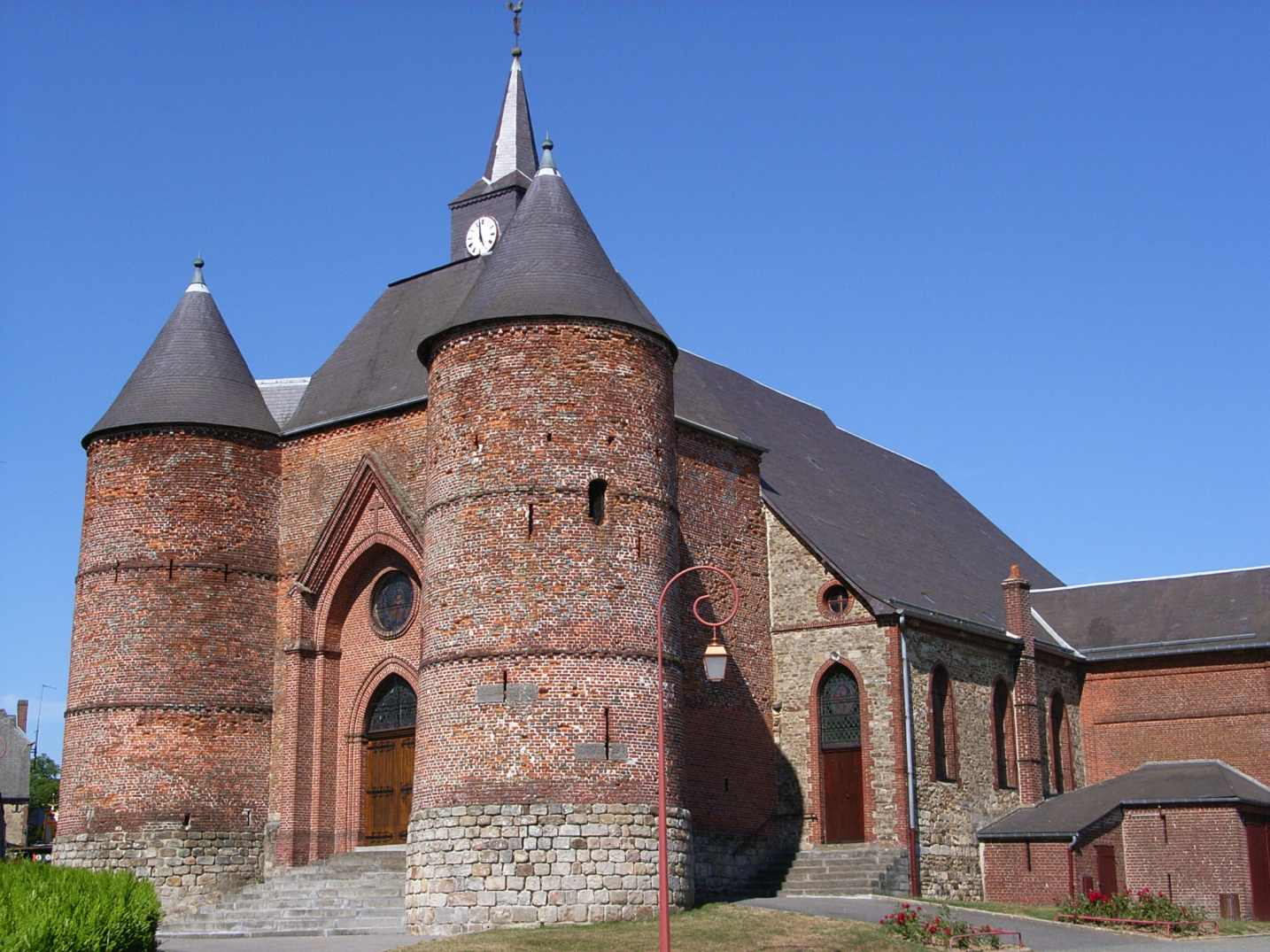
Saint-Martin avec ses 2 tours encadrant le portail ouest.
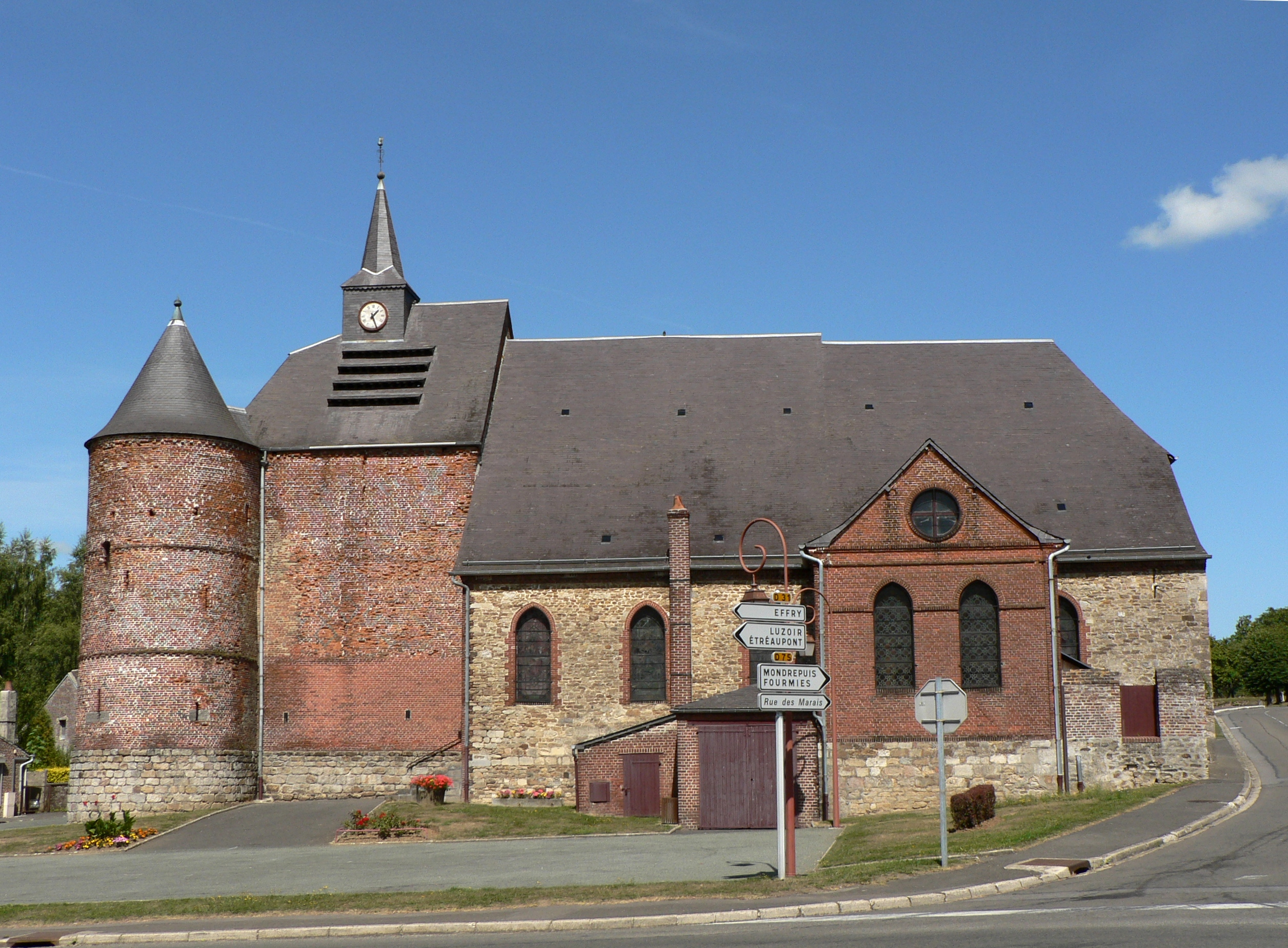
Vue du côté sud.
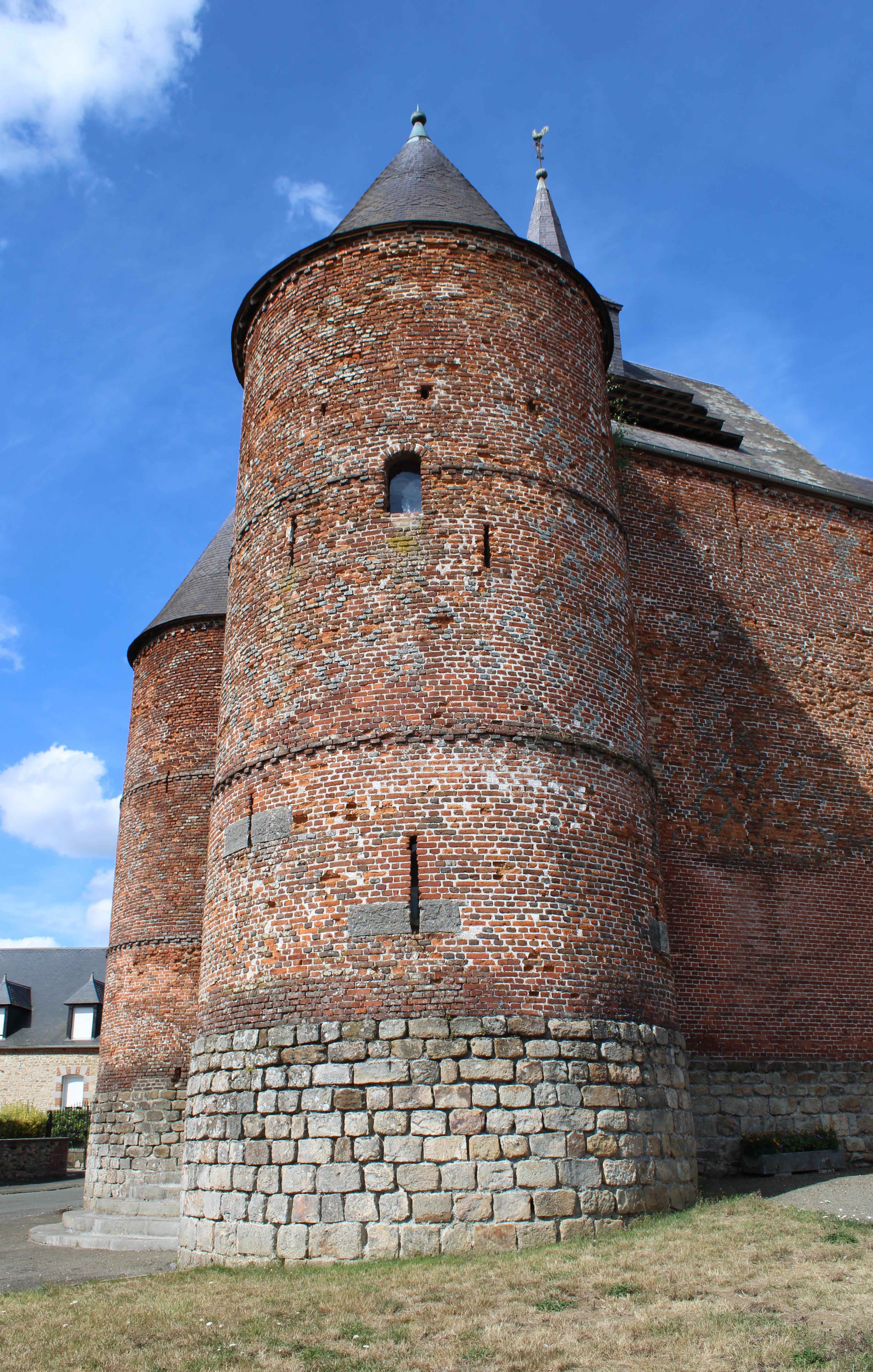
La tour sud percée de meurtrières à différents niveaux de l'escalier intérieur et d'une ouverture au niveau de la salle de refuge.
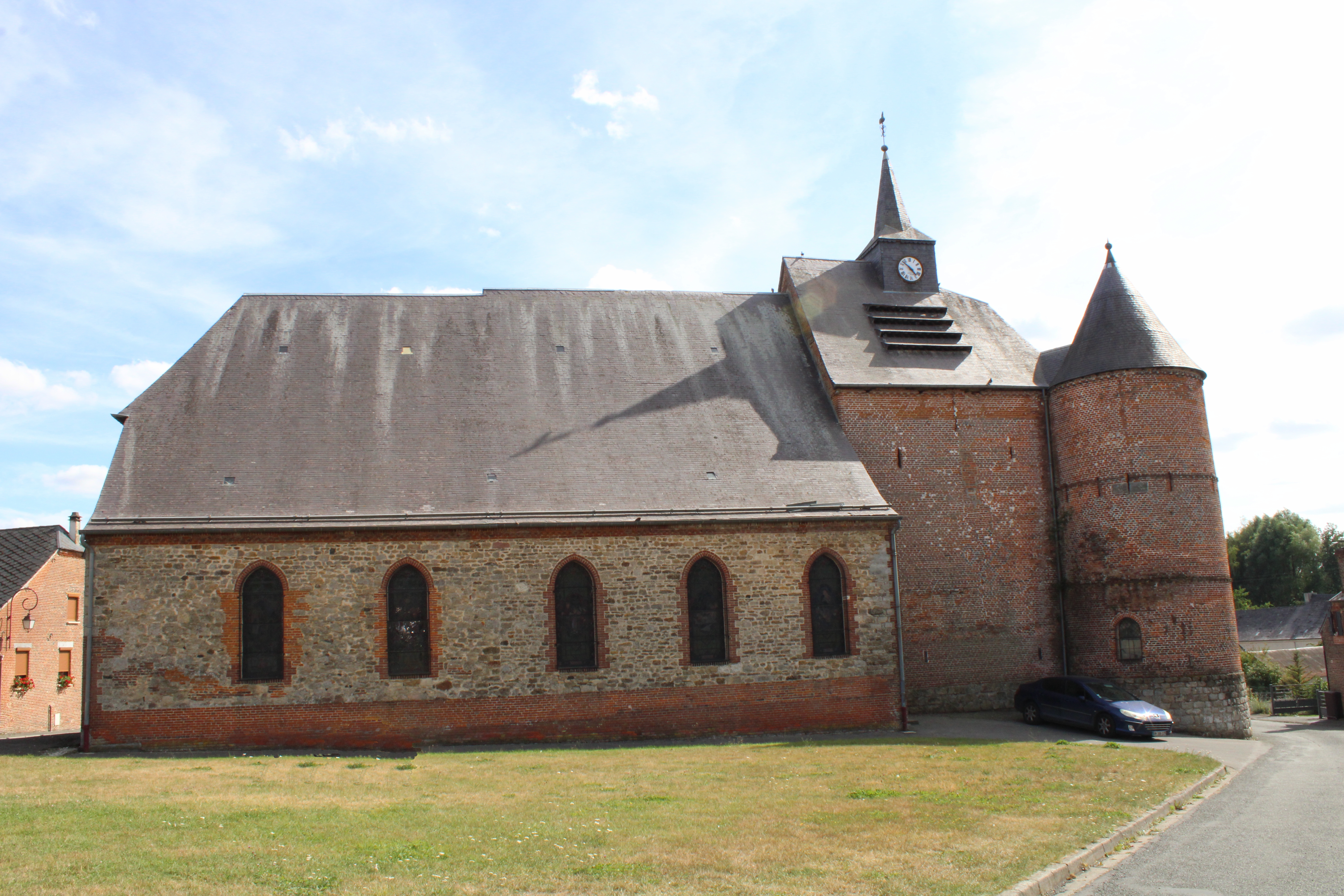
Vu du côté nord.
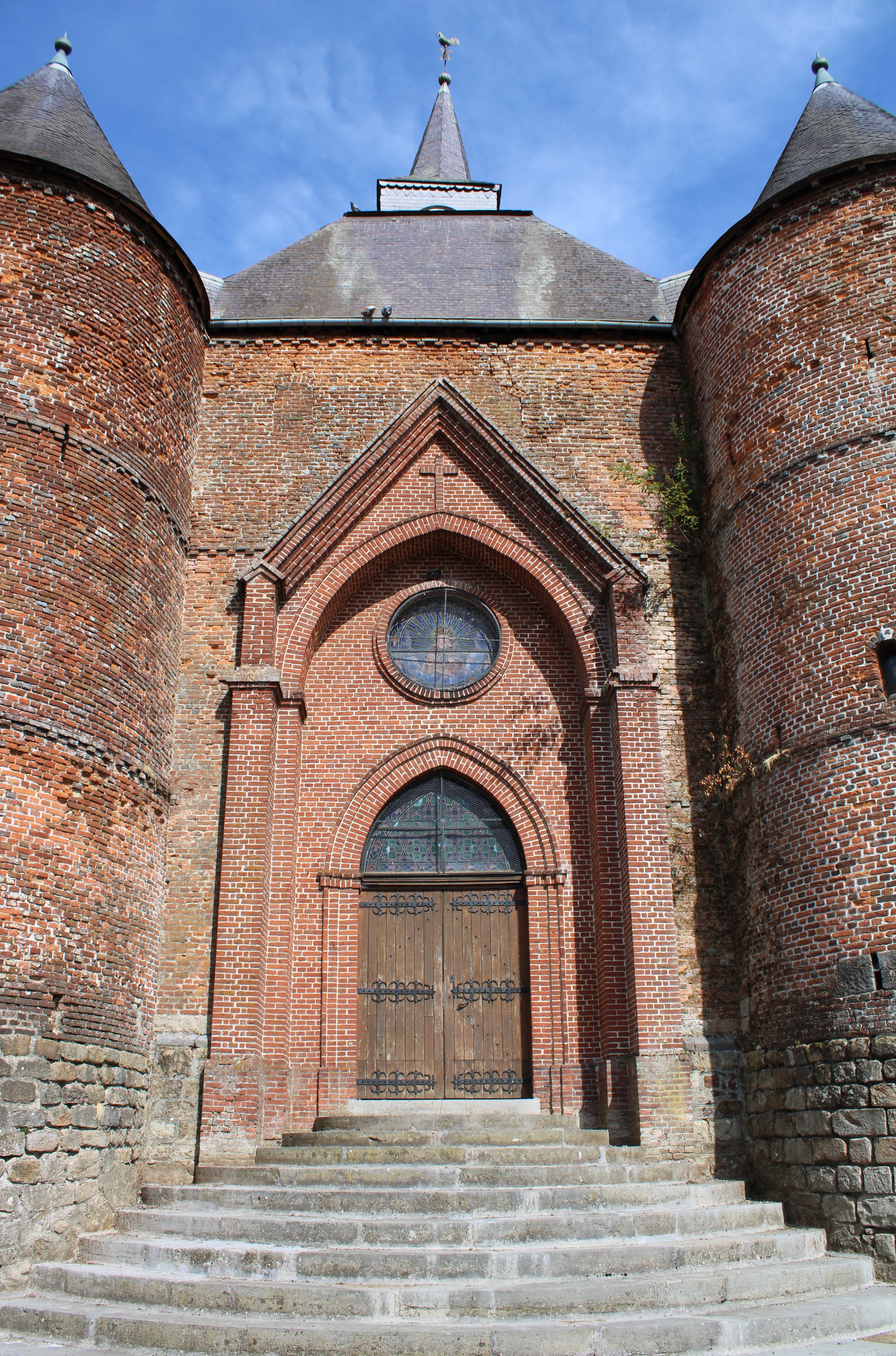
Le portail remanié au XIXe siècle.

## Galerie: intérieur de l'église

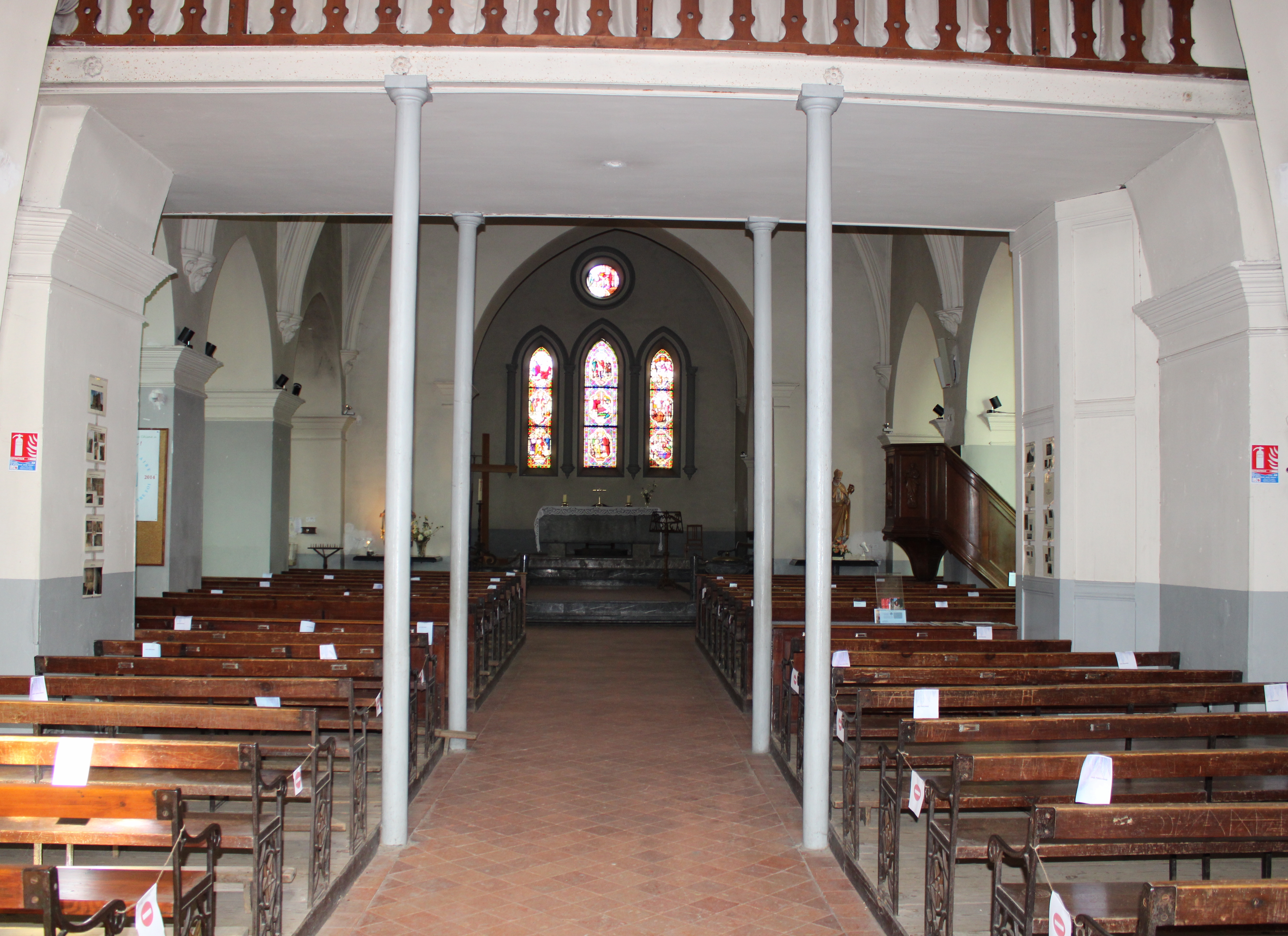
Perspective de la nef côté chevet.
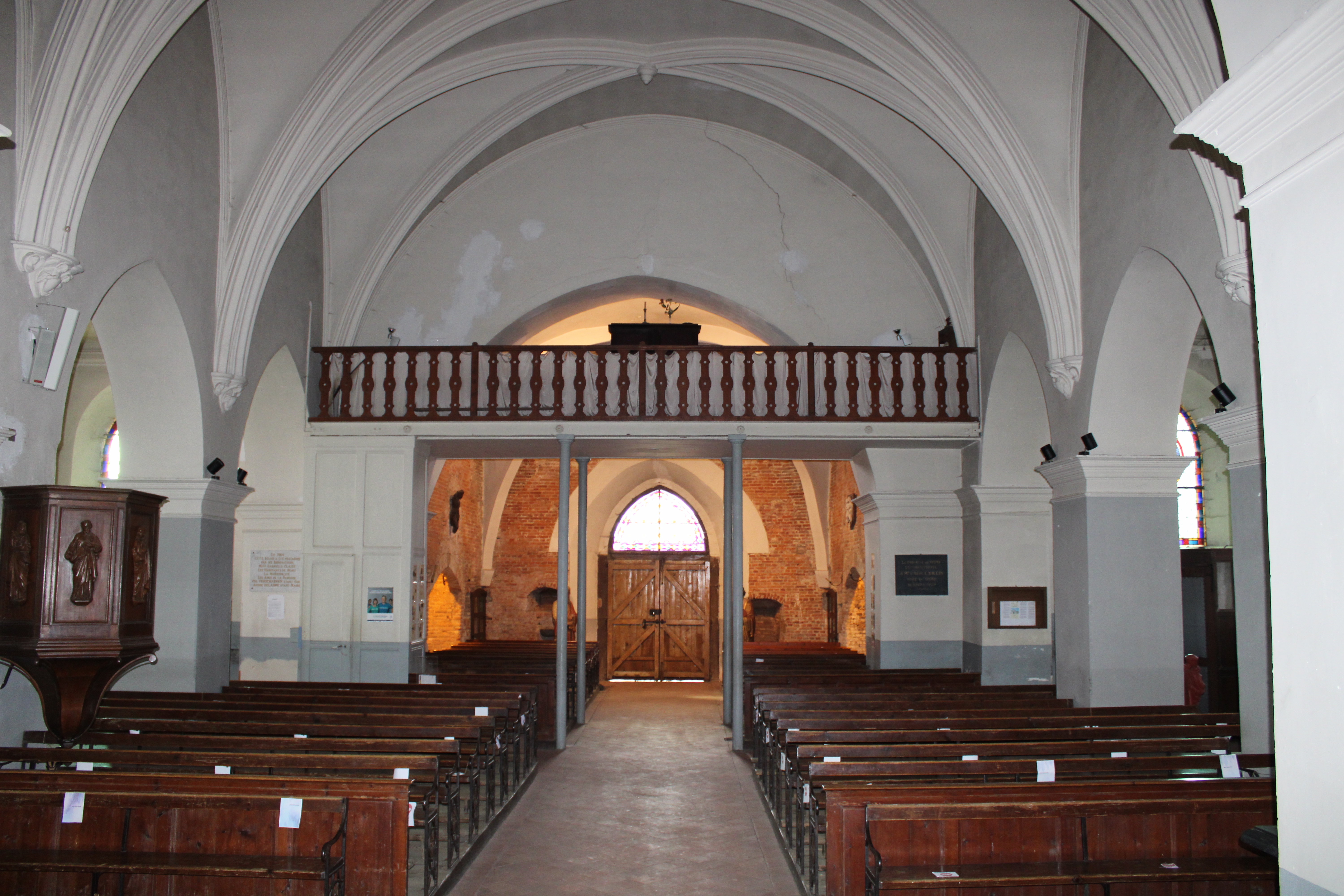
Perspective de la nef côté portail.
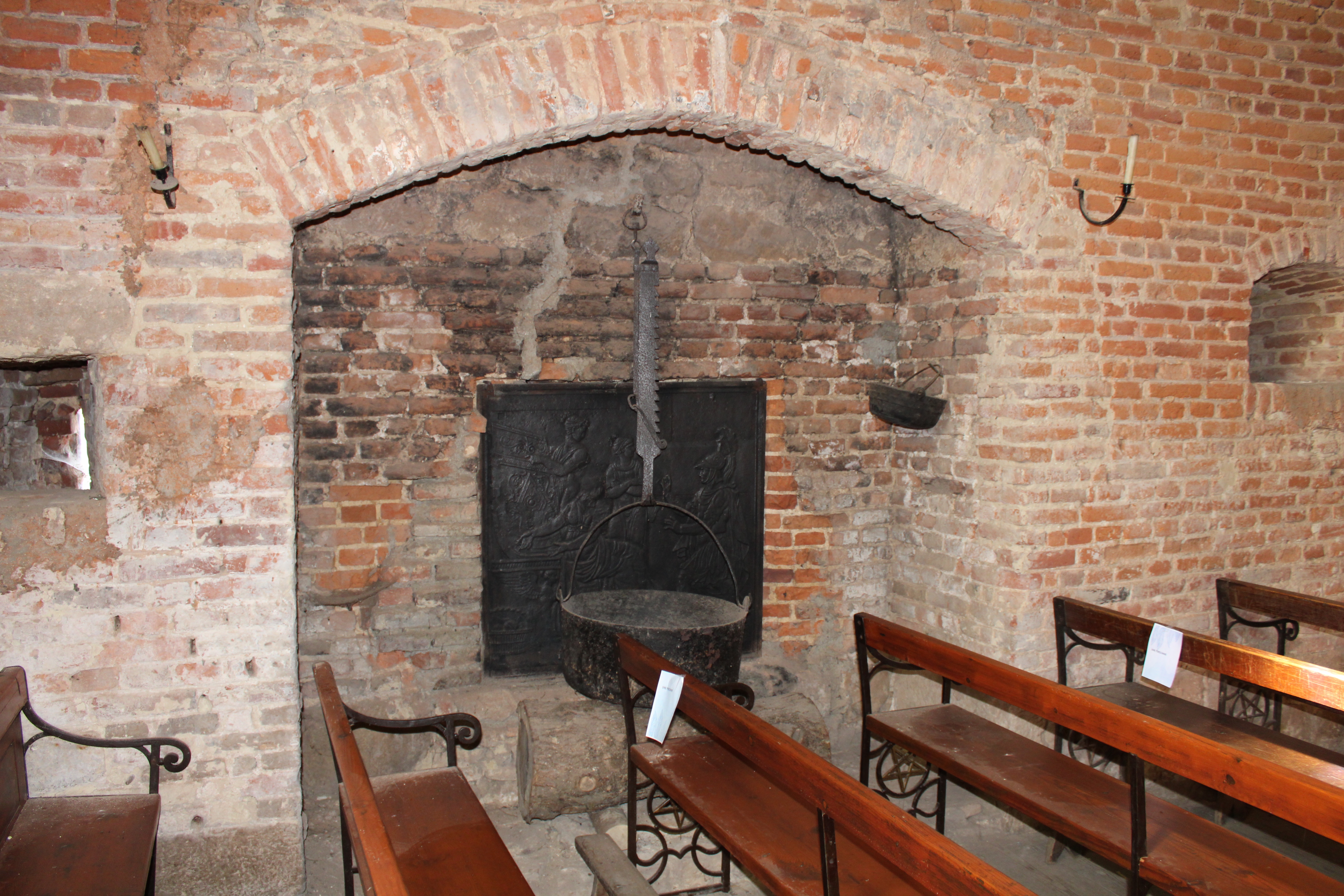
Cheminée qui servait aux habitants réfugiés dans l'église en cas d'attaque de se chauffer et de faire cuire les aliments.
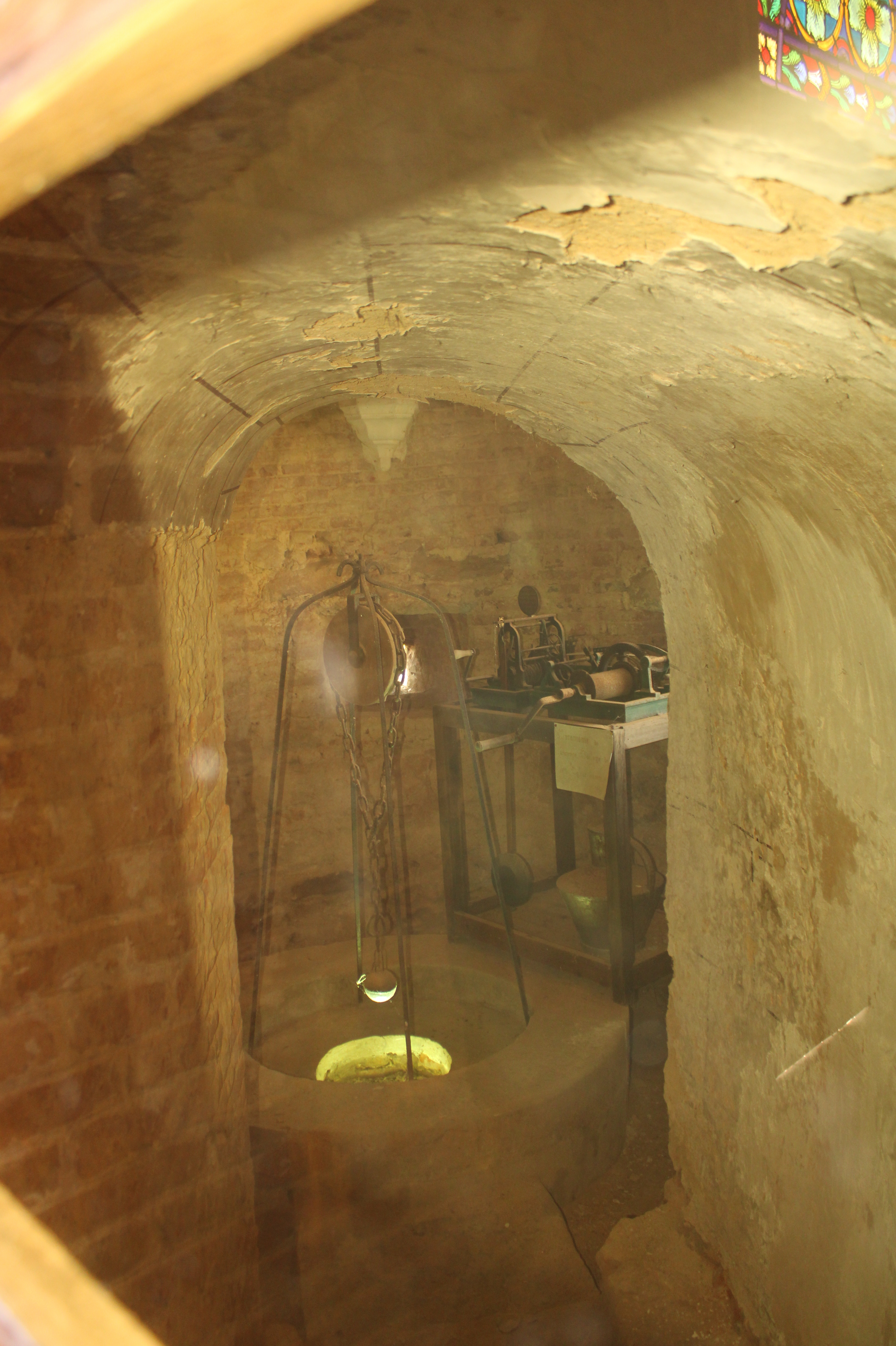
Le puits, dans la tour nord, permettait de résister en cas de siège.
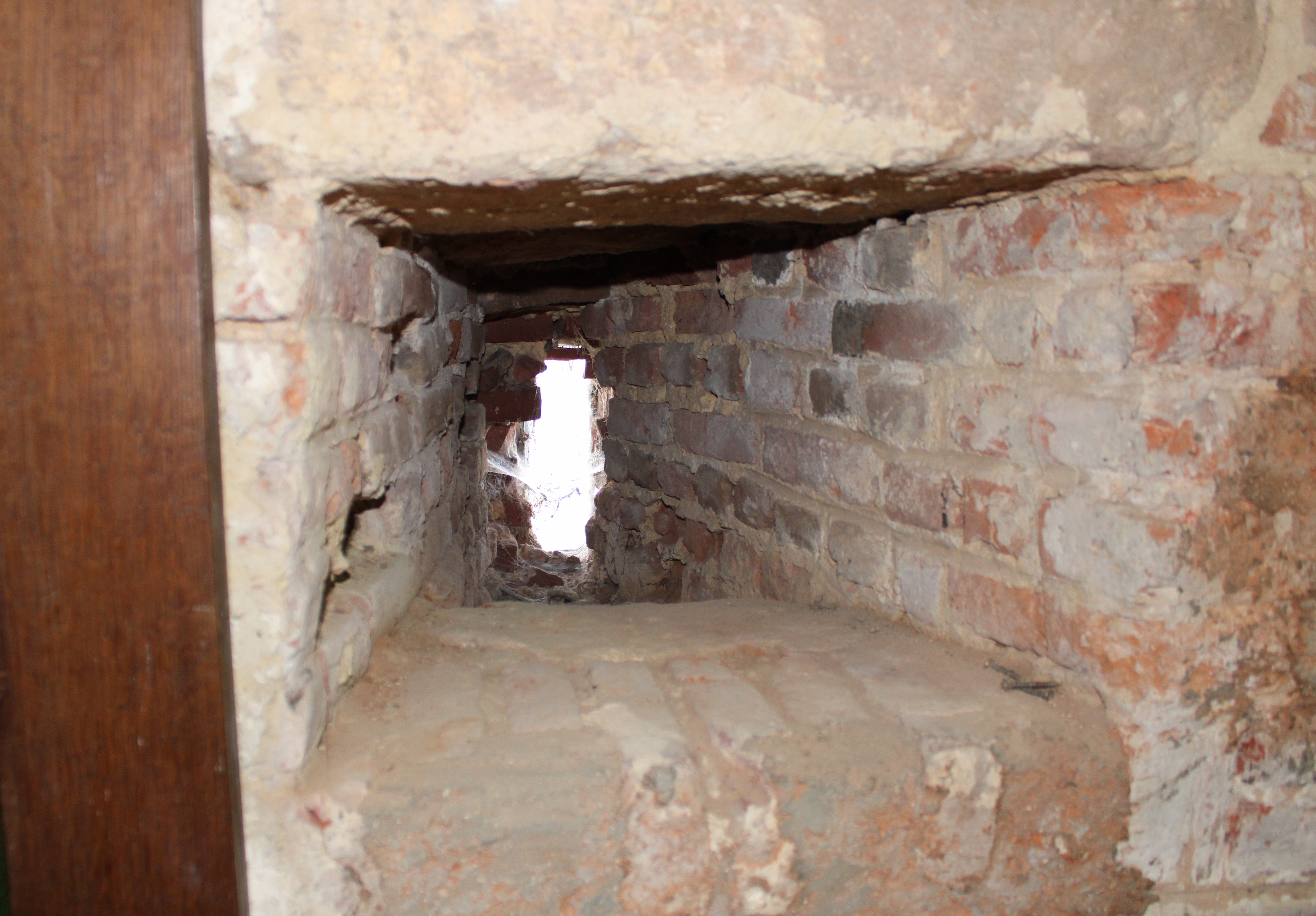
Une meurtrières à hauteur d'hommes.
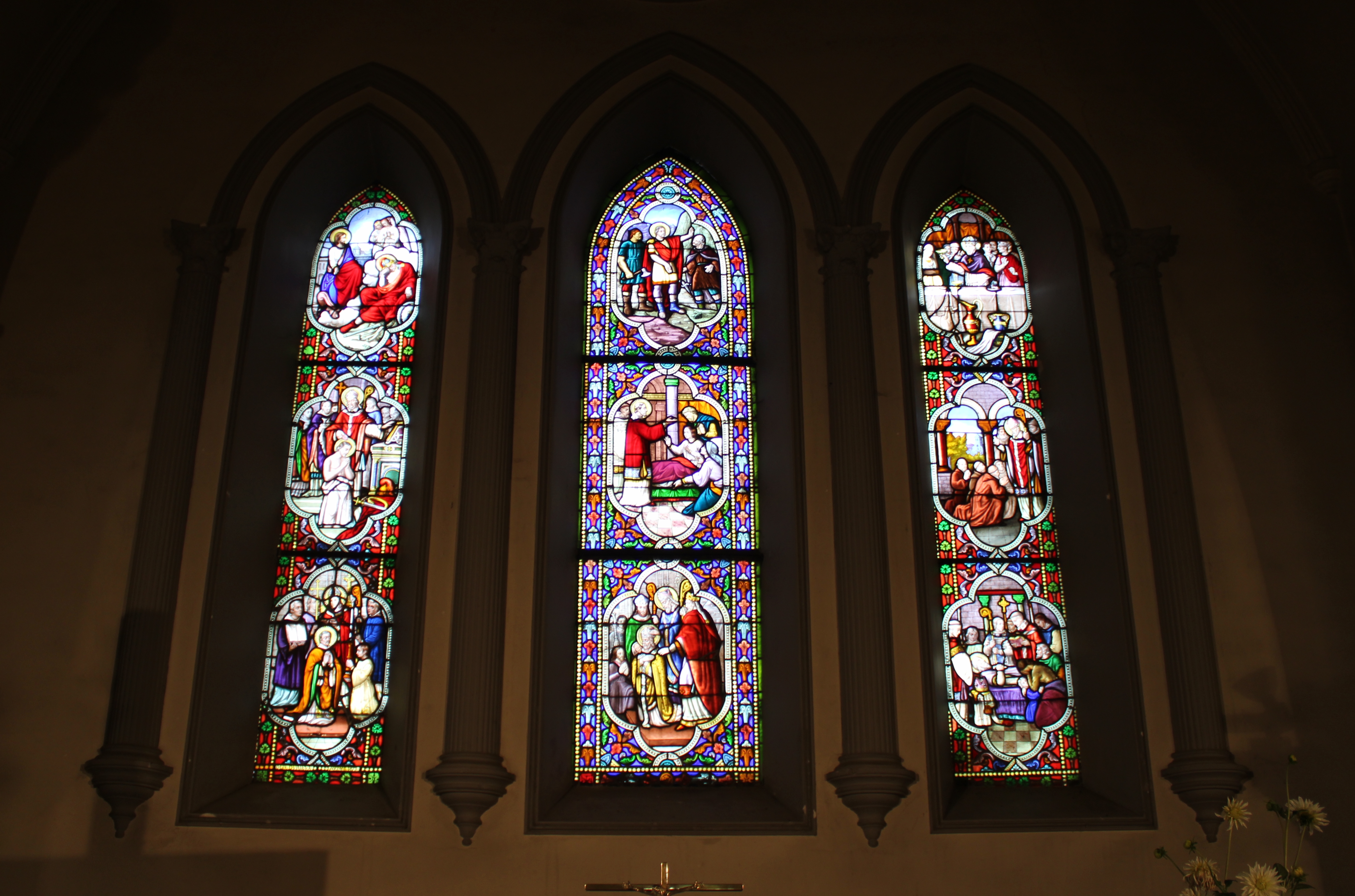
Les vitraux du chevet relatant la vie de saint Martin, patron de l'église.
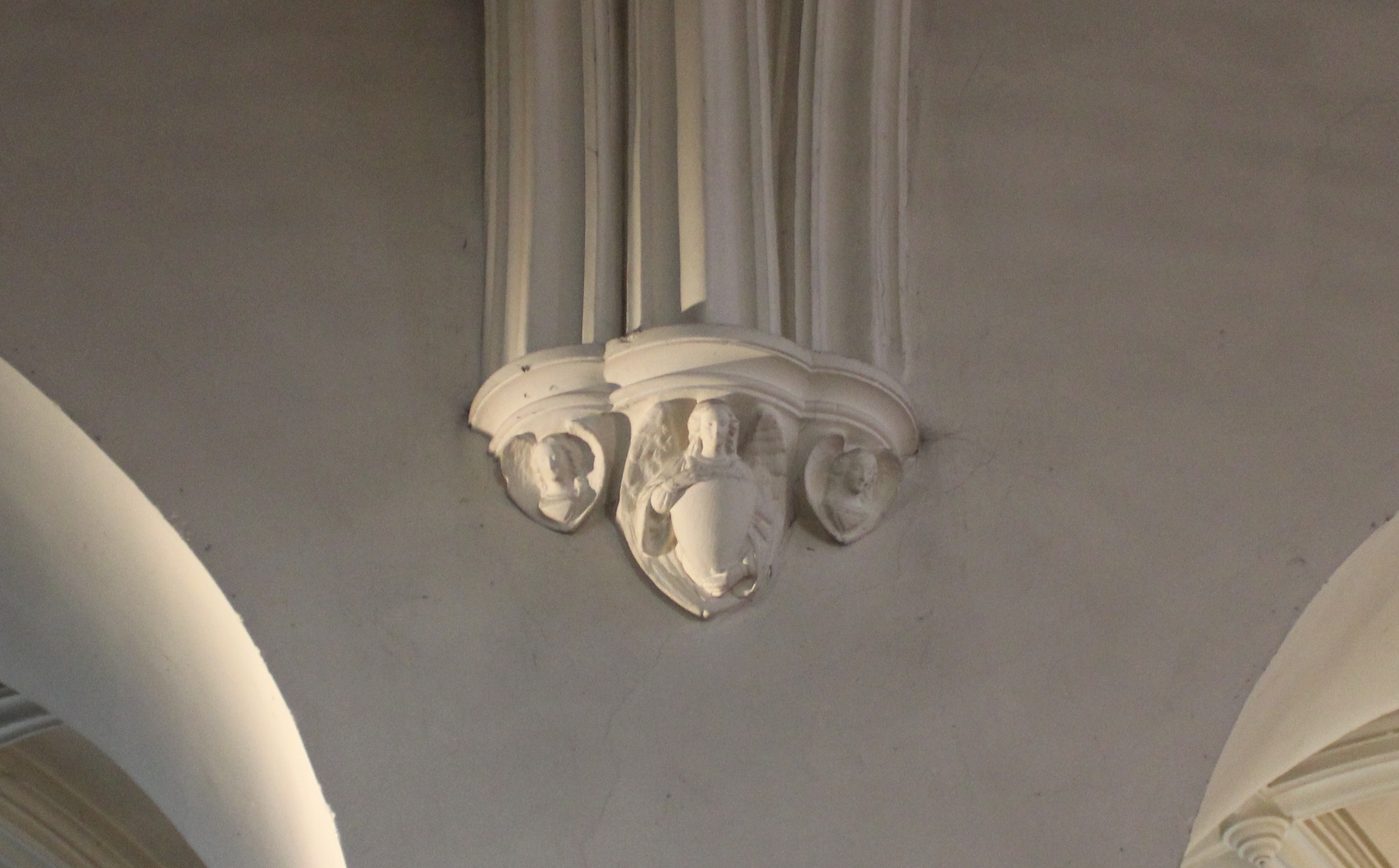
Cul de lampe sculpté de 3 têtes d'ange.